# Keskinenjärvi (sjö i Finland)
Keskinenjärvi är en sjö i Finland. Den ligger i kommunen Birkala  i landskapet Birkaland, i den södra delen av landet, 150 km nordväst om huvudstaden Helsingfors. Keskinenjärvi ligger 126 meter över havet. Arean är 10,2 hektar och strandlinjen är 2,06 kilometer lång. Sjön  ingår i Kumo älvs huvudavrinningsområde.   Den ligger vid sjön Sikojärvi I omgivningarna runt Keskinenjärvi växer i huvudsak blandskog.